# Unione Patriottica Libera
L'Unione Patriottica Libera (in francese: Union patriotique libre - UPL; in arabo: الاتحاد الوطني الحرّ) è un partito politico tunisino fondato nel maggio 2011. In origine noto come Unione Patriottica Liberale, è stato ribattezzato il mese successivo con l'odierna denominazione.
Il partito si è affermato su iniziativa dell'imprenditore anglo-tunisino Slim Riahi, tornato nel Paese dopo la rivoluzione dei Gelsomini del 2011. Alle elezioni parlamentari del 2011 ha ottenuto l'1,3% dei voti e un seggio, mentre, in occasione delle ultime elezioni parlamentari del 2014, si è piazzato al terzo posto, dopo Nidaa Tounes e Ennahda, conquistando il 4,1 % dei voti e 16 seggi all'Assemblea dei rappresentanti del popolo.
Si orienta prevalentemente su posizioni affini al liberalismo sociale e al liberalismo classico.